# Боб Кавелл (плавець)
Боб Кавелл (англ. Bob Cowell, 12 червня 1924 — 11 січня 1960) — американський плавець.
Призер Олімпійських Ігор 1948 року.